# Касаниха
Касаниха — деревня в Богородском районе Нижегородской области. Входит в состав Каменского сельсовета.

## География
Находится в 34 км от Богородска и в 47 км от Нижнего Новгорода.

## Этимология
Название образовано от мужского мордовского имени — Касан, заимствованное от арабского Хасан.

## История
В «Списке населенных мест» Нижегородской губернии по данным за 1859 год значится как владельческая деревня при речке Пукстере 45 верстах от Нижнего Новгорода. В деревне насчитывался 101 двор и проживало 623 человека (287 мужчин и 336 женщин).
С 1924 до 1975 года в деревне функционировала школа.

## Достопримечательности
В полукилометре к северу от деревни находится памятник природы областного значения — Эрзянская священная роща Касанихинское мольбище.

## Население
| 1999 | 2002 | 2010 |
| ---- | ---- | ---- |
| 74   | ↘49  | ↘34  |

Национальный состав
Согласно результатам переписи 2002 года, в национальной структуре населения русские составляли 96 % из 49 человек..